# 封皇后
封夫人（?—?），西晋鲜卑索头部首领拓跋沙漠汗的正妻，她生下两个儿子：拓跋猗㐌、拓跋猗盧。拓跋猗盧后来再西晋末年建立代国，就是北魏的前身。封夫人早逝，拓跋猗㐌将她安葬。北魏建立追尊拓跋沙漠汗为文帝，封氏为文皇后。北魏文成帝拓跋濬初期，穿天泉池，得到一具石铭，称拓跋猗㐌安葬母亲，远近赴会二十余万人。有司奏报朝廷，拓跋濬命令将石铭藏在太庙。

## 延伸阅读
[在维基数据编辑]
 《魏書/卷13》，出自魏收《魏书》
 《北史/卷013》，出自李延壽《北史》